# Hugo Meixner von Zweienstamm
Hugo Meixner von Zweienstamm (Lobzów, 1. veljače 1858. – Beč, 4. srpnja 1951.) je bio austrougarski general i vojni zapovjednik. Tijekom Prvog svjetskog rata zapovijedao je X. korpusom na Istočnom bojištu.

## Vojna karijera
Hugo Meixner je rođen 1. veljače 1858. u Lobzówu kraj Krakowa. Sin je potpukovnika Eduarda Meixnera. Istog dana rođen je i Hugov brat blizanac Otto koji je također odabrao vojni poziv. Nakon završetka vojne škole u St. Pöltenu, te Terezijanske vojne akademije, s činom poručnika služi u 55. pješačkoj pukovniji. Potom pohađa Vojnu akademiju u Beču, te u svibnju 1883. dobiva promaknuće u čin natporučnika. Nakon toga je raspoređen na službu u stožer 4. pješačke brigade gdje služi do svibnja 1886. kada je unaprijeđen u čin satnika, te premješten na službu u stožer I. korpusa smještenog u Krakowu. Od studenog 1890. služi u 100. pješačkoj pukovniji, da bi dvije godine poslije, u studenom 1892., bio imenovan načelnikom stožera 19. pješačke divizije koji se nalazio u Plzeňu. Istodobno s navedenim imenovanjem promaknut je u čin bojnika. Krajem 1894. premješten je u ministarstvo rata u Beču, te je ubrzo u svibnju 1895. unaprijeđen u potpukovnika. U ministarstvu rata u listopadu 1896. postaje načelnikom 10. odjela, te dvije godine poslije, u listopadu 1898., prima pohvalu samog ministra. U međuvremenu je, u svibnju 1898., promaknut u čin pukovnika.
U listopadu 1898. premješten je na službu u 28. pješačku pukovniju u kojoj u prosincu 1899. postaje zapovjednikom. Početkom studenog 1902. ponovno je raspoređen u ministarstvo rata gdje postaje načelnikom 2. odjela. U studenom 1904. unaprijeđen je u čin general bojnika, da bi mu u kolovozu 1908. zajedno s njegovim bratom Ottom, bila dodijeljena plemićka titula, te naslov "von Zweienstamm". U listopadu te iste godine preuzima zapovjedništvo nad 27. pješačkom divizijom, dok je svega mjesec dana kasnije, u studenom, promaknut u čin podmaršala. U veljači 1911. postaje zapovjednikom 2. pješačke divizije, dok u studenom 1913. prima promaknuće u čin generala pješaštva. U siječnju 1914. imenovan je zapovjednikom X. korpusa na čijem čelu dočekuje i početak Prvog svjetskog rata.

## Prvi svjetski rat
Na početku Prvog svjetskog rata X. korpus se nalazio u sastavu 1. armije kojom je na Istočnom bojištu zapovijedao Viktor Dankl. Zapovijedajući navedenim korpusom sudjeluje u Galicijskoj bitci za što je i odlikovan. U siječnju 1915. zbog bolesti je morao privremeno napustiti zapovjedništvo nad X.korpusom, te ga je na tom mjestu zamijenio Josef Krautwald. Na mjesto zapovjednika X. korpusa vratio se nakon oporavka u ožujku 1915., ali je ubrzo u travnju umirovljen.

## Poslije rata
Nakon umirovljenja Meixner je živio u Beču. U Beču je i preminuo  4. srpnja 1951. u 93. godini života. Od studenog 1889. je bio oženjen s Auguste Kubin. Inače, istog dana i njegov brat blizanac Otto oženio je Augustinu sestru Margaret. 

## Vanjske poveznice
(eng.) Hugo Meixner von Zweienstamm na stranici Austro-Hungarian-Army.co.uk

(eng.) Hugo Meixner von Zweienstamm na stranici Oocities.org